# Москворецкая улица (Коломна)
Москворе́цкая улица — улица в районе Старая Коломна города Коломны. Проходит от улицы Зайцева до улицы Островского, пересекает Водовозный и Москворецкий переулки, Арбатскую улицу и Посадский переулок.

## Происхождение названия
Названа, как ближайшая улица к Москве-реке, проходящая параллельно её берегу.

## История
Улица возникла в первой половине XVII века в результате застройки Посада. В 1784 в результате реконструкции города по «регулярному» плану, улицу спрямили. В начале улицы находились пивоварни и винные склады.

## Примечательные здания и сооружения
По нечётной стороне:

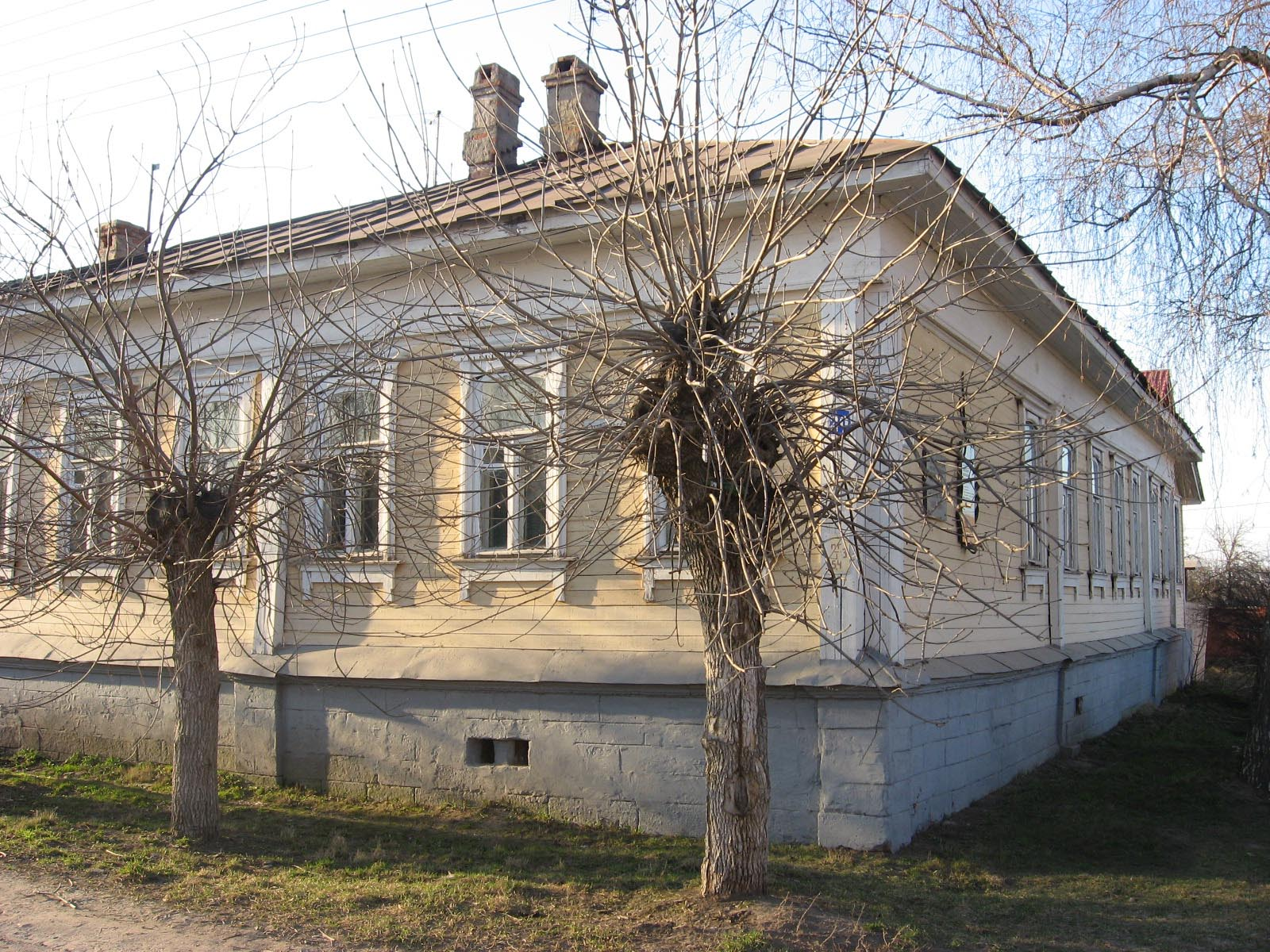
Дом Свешникова в Коломне на углу улиц Арбатской и Москворецкой

- № 5 — Небольшая постройка, оставшаяся от комплекса винных складов XVIII века

По чётной стороне:
- № 2/7 — Жилой дом с лавками (1820-е гг.)
- № 20 — Дом Свешникова
- № 22—24 — Строительство малоэтажного жилого квартала

## Транспорт
Автобус 1: остановка «Бани».